# Аврамидес, Анита
Анита Аврамидес (англ. Anita Avramides, род. 1952) — британский философ, чьи работы посвящены философии языка и философии сознания. Она является преподавателем в Оксфордском университете, а именно в колледже Св. Хильды, где она является научным сотрудником по философии фонда Southover Manor Trust. С 2014 года она занимает должность заместителя председателя философского факультета Оксфордского университета.

## Карьера
Аврамидес работала над философией языка и философией сознания, в последнее время сосредоточившись на познании разума у других. Для Аврамидес этот вопрос находится на стыке философии сознания, эпистемологии и метафизики. Анита считает, что «проблема» других разумов носит концептуальный, а не эпистемологический характер.
Аврамидес — научный сотрудник фонда Southover Manor Trust по философии в колледже Св. Хильды в Оксфорде. Она также была штатным преподавателем в Куинз-колледже Оксфорда и приглашённым преподавателем в Бедфорд-колледже в Лондоне. 
Она занимала должности внештатного преподавателя в колледже Баллиол, колледже Эксетер и колледже Ориел в Оксфорде.

## Образование
Аврамидес получила докторскую степень (D.Phil.) в Оксфордском университете, Сомервиль-колледже и Куинз-колледже. Она получила степень магистра философии в Университетском колледже Лондона и степень бакалавра в Оберлинском колледже, США.

## Публикации
Книги
- Meaning and Mind: An Examination of a Gricean Account of Language MIT Press, 1989, ISBN 9780262511773
- Other Minds. — Routledge, 2000-12-14. — ISBN 978-1-135-19938-8.
- Women of Ideas (ed.) (1995) Duckworth.